# Оптова угода (логічна хиба)
Логічна хиба оптова угода полягає в такому припущенні: речі, які культура чи традиція вимагає групувати разом, мають завжди об'єднуватись саме в цей спосіб.
Ця хиба є особливо поширеною в політиці: «Мій опонент є консерватором та голосує проти підвищення податків та фінансування програм соціального захисту — отже він також буде проти контролю за вогнепальною зброєю та абортів». Тобто, те, що хтось асоціює себе з політичною програмою консерваторів, не означає, що він не може підтримувати одні пункти цієї програми та відкидати інші.
Хиба оптової угоди пов'язана із некоректним використанням оператору і.